# Campeonato Ruso de fútbol femenino
El Campeonato Ruso de fútbol femenino es la máxima liga de fútbol femenino de Rusia. 
Es el sucesor del campeonato soviético, que se fundó en 1990 (solo se jugaron dos temporadas). En los años 1990 el CSK-VVS Samara (3) y el Energiya Voronezh (3) fueron los mejores equipos de la liga en los años 1990. Entre 1999 y 2004 destacaron el VDV Riazan (2) y el Energiya (2), y de 2005 a 2011 el WFC Rossiyanka (4) y el Zvezda Perm (3) la dominaron. Las dos últimas las han ganado el Zorky Krasnogorsk y el Riazan.
Se juega de primavera a otoño, a excepción de las temporadas 2011 y 2012, en las que se adoptó el calendario occidental. La temporada 2013 la jugaron ocho equipos: el FK Donchanka, el CSP Izmailovo, el Kubanochka Krasnodar, el Mordovochka Saransk, el Riazan, el Rossiyanka, el Zorky Krasnogorsk y el Zvezda Perm.
Tiene dos plazas para la Liga de Campeones.

## Campeones

### Liga Soviética
- 1990 Niva Barishevka (1)
- 1991 Tekstilschik Ramenskoye (1)

### Liga Rusa
- 1992 Interros Moscú (1)
- 1993 CSK-VVS Samara
- 1994 CSK-VVS Samara
- 1995 Energiya Voronezh
- 1996 CSK-VVS Samara
- 1997 Energiya Voronezh
- 1998 Energiya Voronezh
- 1999 VDV Riazan
- 2000 VDV Riazan
- 2001 CSK-VVS Samara (4)
- 2002 Energiya Voronezh
- 2003 Energiya Voronezh (5)
- 2004 Lada Togliatti (1)
- 2005 WFC Rossiyanka
- 2006 WFC Rossiyanka
- 2007 Zvezda Perm
- 2008 Zvezda Perm
- 2009 Zvezda Perm
- 2010 WFC Rossiyanka
- 2011 WFC Rossiyanka
- 2012 Zorky Krasnogorsk (1)
- 2013 VDV Riazan (3)
- 2014 Zvezda Perm
- 2015 Zvezda Perm
- 2016 WFC Rossiyanka (5)
- 2017 Zvezda Perm (6)
- 2018 VDV Ryazan (4)
- 2019 CSKA Moscú